# Monetotschka

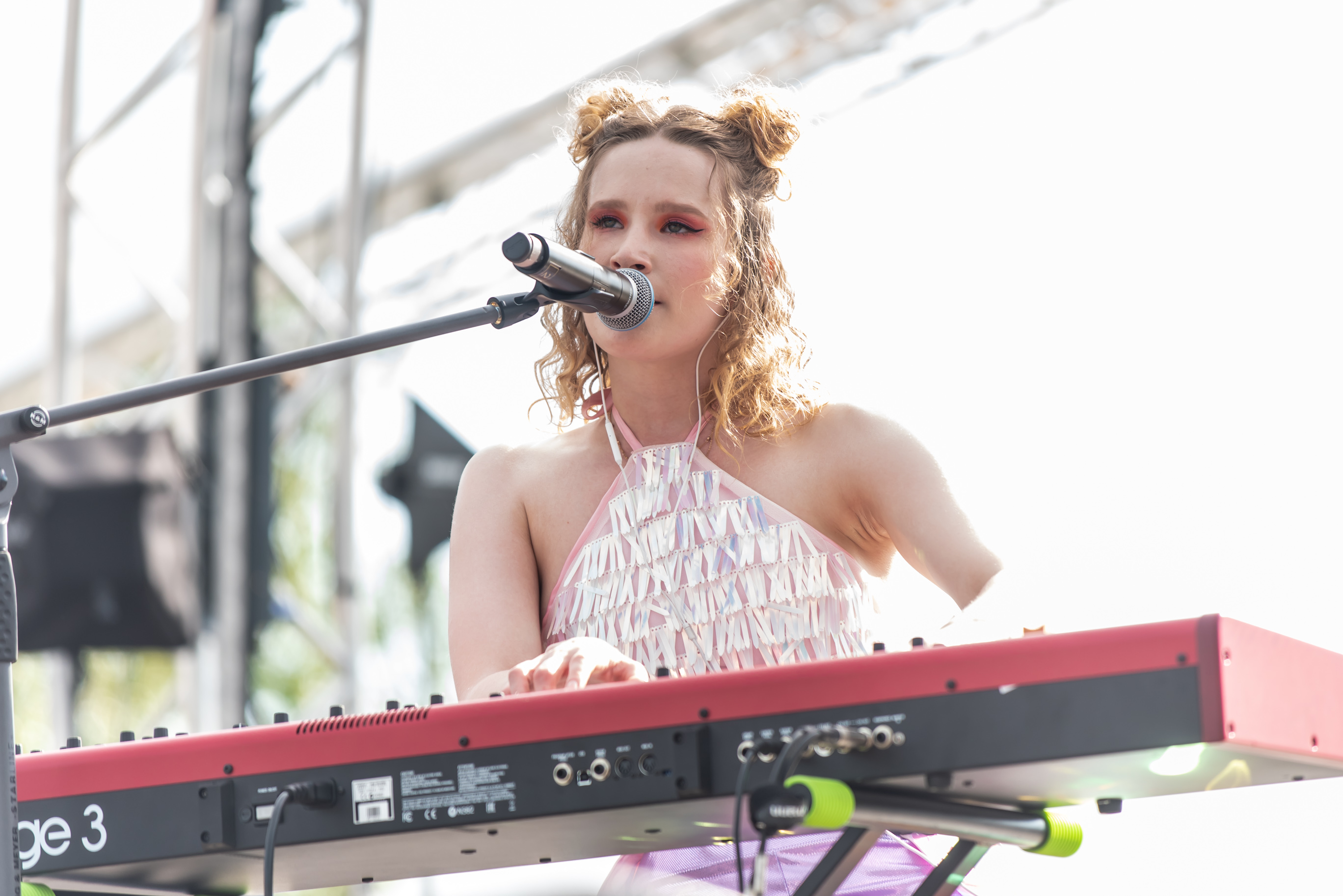
Monetotschka in Sankt Petersburg (2019)

Monetotschka (russisch Монеточка, bürgerlich Jelisaweta Andrejewna Gyrdymowa, russisch Елизавета Андреевна Гырдымова; * 1. Juni 1998 in Jekaterinburg) ist eine russische Singer-Songwriterin, Schauspielerin, Synchronsprecherin und Aktivistin.

## Biografie
Jelisaweta Gyrdymowa verfasste seit ihrer Kindheit Poesie und spielte auf einem Synthesizer. Von 2014 bis 2016 besuchte sie die Uralische Föderale Universität. Sie absolvierte ein Praktikum beim Sender ETV in Jekaterinburg und arbeitete dort später als Produzentin. Anschließend zog sie nach Moskau um und studierte am Gerassimow-Institut für Kinematographie. Sie wählte dieses Institut aufgrund ihres Interesses für klassische Filme.

### Karriere
Im Dezember 2015 veröffentlichte sie ihr erstes Album, „Психоделический клауд рэп“ (= Psychedelischer Cloud-Rap), auf vk.com, dessen Texte satirische Witze über die moderne Kultur und vor allem über den Modedesigner Goscha Rubtschinski enthielten. Im folgenden Februar hatte ihr Profil 20.000 Follower und sie bekam Angebote für Interviews und Konzerte in Moskau und anderen Städten Russlands. Jelisaweta wählte den Künstlernamen „Monetotschka“, weil die russischen Worte „Moneta“ und „Jelisaweta“ sich reimen.
Im Januar 2017 veröffentlichte sie das Video zu ihrem Lied „Ушла к реалисту“ (= Zum Realisten gekommen), veröffentlicht. Am 1. Juni veröffentlichte sie zusammen mit dem Musiker Noize MC das Video zu dem Lied „Чайлдфри“ (= kinderlos).

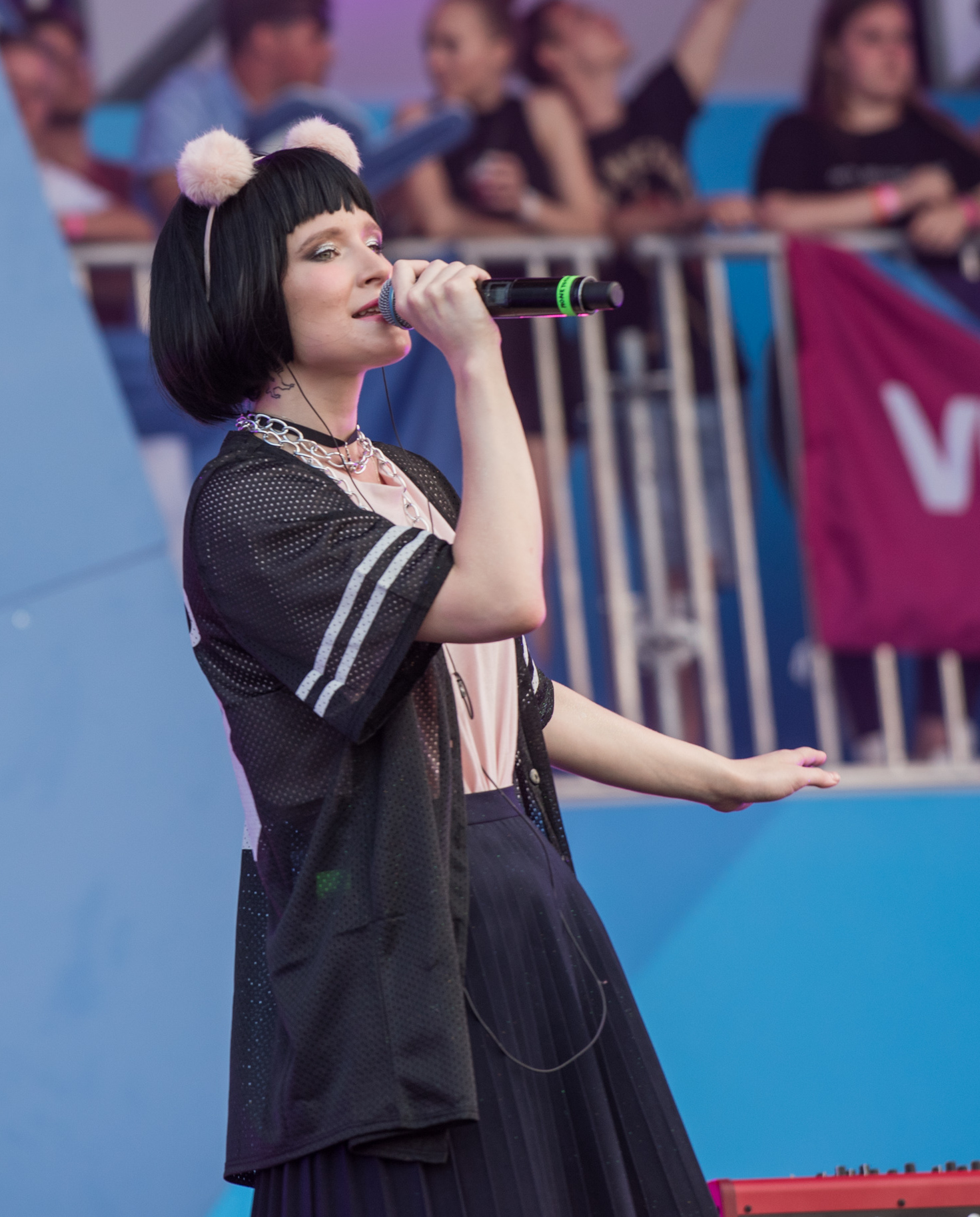
Monetotschka in Sankt Petersburg (2018)

Am 25. Mai 2018 veröffentlichte sie ihr Studioalbum, „Раскраски для взрослых“ (= Malen für Erwachsene). Die Internetzeitung Meduza nannte es „das beste russische Pop-Album des Jahres 2018.“ In der zweiten Veröffentlichungswoche war es auf Platz 1 der iTunes- und Apple Music Charts. Am 28. Mai trat sie in Iwan Urgants Late-Night-Show Wetschernij Urgant bei Perwy kanal auf. Am 1. Juni präsentierte sie ihr neues Album auf einem Konzert in Moskau. Am 2. Juni trat sie bei Kinotawr in Sotschi auf. Am 8. Juni wurde ein Bericht über Gyrdymowa auf Ren TV gesendet.
Im Juni 2020 veröffentlichte Gyrdymowa eine Videobotschaft zur Unterstützung der LGBT-Menschen in Russland. Ihr nächstes Studioalbum, „Декоративно-прикладное искусство“ (= Kunst und Handwerk), veröffentlichte sie am 2. Oktober. Im April 2021 erschien am Times Square in New York City eine große Werbetafel mit dem Bild von Gyrdymowa. Dies geschah im Rahmen von Spotifys Initiative zur Unterstützung von Frauen in der Musikindustrie.

### Auswanderung
Unmittelbar nach Beginn des Russischen Überfalls auf die Ukraine 2022 verließ Gyrdymowa Russland zusammen mit ihrem Ehemann und lebte zunächst in Riga und später in Litauen. In Interviews sagte Gyrdymowa mehrfach, dass es in Russland keine Meinungsfreiheit gebe und sie sich dort nicht als kreative Person entfalten könne. Im selben Jahr war sie mit Noize MC in der Tschechischen Republik, Deutschland, Lettland, Litauen und Polen auf der Tournee „Voices of Peace“, um gegen den Krieg zu demonstrieren. Dabei haben sie für wohltätige Zwecke zugunsten von Flüchtlingen 340.000 € gesammelt. Bei dem Konzert in Litauen trug Gyrdymowa eine Weiß-blau-weiße Flagge und sagte: „Russland wird frei sein, Ruhm der Ukraine, es lebe Belarus“.
Am 6. Dezember 2022 veröffentlichte sie ein Video zu ihrem Lied „Гори“ (Brenne!), in dem sie direkt die Propaganda der Russischen Föderation kritisierte.
Im Januar 2023 setzte das Justizministerium der Russischen Föderation Gyrdymowa auf die Liste ausländischer Agenten. Die Begründungen dafür waren, sie habe Unterstützung von ausländischen Quellen bekommen, sich gegen den Krieg ausgesprochen, Geldmittel gesammelt, um einem unfreundlichen Land, der Ukraine, zu helfen, und weil sie außerhalb Russlands lebt. Infolge ihrer Eintragung in die Liste wurde sie von Z-Propagandisten im Fernsehen und in sozialen Netzwerken diffamiert und die Tür zu ihrer Wohnung wurde vandalisiert.

## Rezeption
Gyrdymowas Musikstil wird als Elektropop bezeichnet.
Maria Engström, eine Professorin an der Universität Uppsala, bezeichnete Gyrdymowas Lieder als „das einzige verständliche Manifest der Ästhetiken von Putins vierter Amtszeit“. Laut Engström dient das Album „Raskraski Dlja Wsroslych“ einer therapeutischen Funktion, die „über Entspannung und Schlaf, über die Unterdrückung eines aggressiven Anfangs“ handelt und es um die „absichtliche Loslösung davor direkte, engagierte ideologische Aussagen zu tätigen“ ginge. Als solches stehe es im starken Kontrast zur früheren „Protestkunst“ und dem „Aktionismus“, der sich in der russischen Protestkultur der 2010er-Jahre und den kreativen Werken von Pussy Riot und Woina reflektiere. Die explosionsartige Beliebtheit Monetotschkas, vor allem bei der Generation Z, veranschauliche die aktuelle Prädisposition der russischen Jugend, vor allem in den Provinzen.

## Diskografie

### Studio-Alben
- 2018: Raskraski dlja wsroslych
- 2020: Dekoratiwno-prikladnoje iskusstwo
- 2024: Molitwy. Anekdoty. Tosty.

### EPs
- 2017: Я Лиза

### Singles (Auswahl)
- 2016: чайлдфри (mit Noize MC)
- 2017: Последняя дискотека (mit БЦХ)
- 2018: Люди с автоматами (mit Swanky Tunes & Noize MC)
- 2018: Нимфоманка
- 2018: Каждый Раз
- 2018: Запорожец
- 2019: Падать в грязь
- 2019: гори гори гори
- 2020: Папина Любовница
- 2020: Крошка
- 2020: Переживу
- 2024: У мамы есть секрет
- 2024: Селфхарм
- 2024: Кис Кис Кис
- 2024: Это было в России

## Filmografie
- Synchronsprecherin von Giulia  im Film Luca (2021)[27]
- Schauspielerin im Film „Rodnyje“ (2021)[28]